# 直流电动机

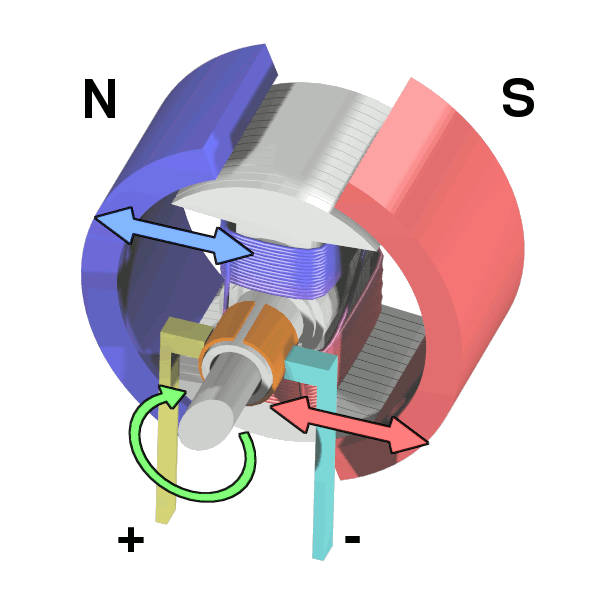
二極轉子（電樞）以及永久磁鐵定子的直流有刷馬達。N和S表示永久磁鐵內側的極性，外側的極性恰好相反。正號和負號表示直流電流供應給整流子，再供應給電樞線圈

直流电动机是依靠直流电驱动的电动机，最常見的是以磁場產生的力使電動機轉動。幾乎所有電流電動機都有類似的機構，用機電或電子的方式，週期性地改變電動機中電流的方向。
直流电动机是最早使用的电动机，可以用當時的直流電照明電源系統來供電。直流电动机的速度調整範圍很大，調整方式為改變電源電壓或是調整磁場強度。小型的直流电动机會用在工具、玩具及家電上。交流整流子電動機可以用直流電供電運轉，是輕型的有刷電動機，用在電池供電的動力工具或是家電中。較大功率的直流電動機可以當作電動載具、電梯及吊車的動力來源，也可以用在軋鋼廠的設備中。由於电力电子学的演進，交流电动机在許多應用上已可以取代直流电动机。

## 馬達和電磁場
有電流的線圈會產生對正線圈中心的磁場，磁場的方向和大小會隨電流的方向和大小變化。
簡單的直流馬達包括了在定子上的永久磁鐵，以及由一圈或多圈線圈組成的電樞，線圈的導線外圍會有絕緣（漆包線），線圈內會有軟鐵磁性的鐵芯以集中磁場。線圈多半會繞鐵芯轉許多圈，大馬達可能會在線圈中有數個平行的電流路徑。線圈末端的線會連接到整流子。整流子可以在線圈旋轉時，配合外部的電源以及電刷，切換線圈中的電流方向（直流無刷馬達是用電子電路切換直流電流的方向，因此不用電刷）。
電樞產生的電磁場強度和電流量與線圈大小以及卷繞方式有關。
打開或是關閉特定線圈的順序決定有效電磁場的方向。用依次打開及關閉線圈的方式可以產生旋轉磁場。旋轉磁場和定子磁鐵（永久磁鐵或是電磁鐵）產生的磁場作用會讓電樞產生力矩使其轉動。有些直流馬達的定子會用電磁鐵產生磁場，對馬達的控制效果會比較好。
功率較大的直流馬達，會用強制風冷的方式進行冷卻。
不同的定子極數、電樞磁場以及彼此連接的方式，會產生不同的速度／轉矩特性。直流馬達的速度可以通過改變電樞上的電壓來調整。若加入電樞電路或是場電流的變電阻，就可以進行速度控制。現在的直流馬達是用电力电子系統來控制，通過改變直流電流截波來調整電壓，將其以固定的週期開啟及關閉，以產生較低的電壓。
串接繞線式直流馬達在低速時可以產生最大的轉矩，因此常用在牽引應用中，例如電氣化鐵路。長久以來，直流馬達是電動火車頭及柴油火車頭、街車/電車和柴油電動鑽機的主流牽引電動機。1870年引進直流馬達和驅動機械的輸電網路系統，引發了第二次工业革命。直流馬達可以直接用可充電的電池供電，提供了最早期的電動車，並且驅動許多無電線的工具。現今的直流馬達仍出現在許多的應用中，小到玩具或磁碟機，大到操作鋼軋機和造紙機。有分激磁場的大型直流馬達會用在礦坑吊車的卷繞機，配合閘流體驅動器可以產生大轉矩，也可以用平順的速度控制。現今這類應用已被用變頻器驅動的大型交流馬達所取代。
若外部的機械功率對直流馬達作功，直流馬達會類似直流發電機（dynamo）。此功能會用來使直流馬達減速，若在電動車、街車或是電動火車上，可以將產生的電能給電池充電，或是回饋給直流電源。這稱之為再生制動。在柴電火車上也會用直流馬達當成發電機來使火車減速，但是會將電能消耗在電阻上，較新型的設計會加入大的電池組，希望可以回收部份的能量。

## 有刷馬達

直流有刷馬達由直流電池供電，利用內部的機械換相機制，來產生力矩。定子上的永久磁鐵提供定子的磁場。載流導線在外加磁場中會受力（洛伦兹力），以此產生力矩。在馬達中，洛伦兹力的大小（綠色箭頭的長度）以及產生的力矩，都是轉子角度的函數，因此轉矩會周期性的變化，稱為轉矩漣波。這是二極的馬達，換相器會包括一個滑環，每半圈就會變換一次電流的方向。

直流有刷馬達利用內部的換向器（整流子）、定子磁鐵（永久磁鐵或是電磁鐵）及旋轉的電磁鐵，利用直流電源來產生力矩。
直流有刷馬達的好處是初期成本低，高可靠度，控制馬達速度的方式簡單。缺點是高強度使用下的高維護成本以及低生命週期。維護包括定期更換整流子上導電的碳刷以及彈簧，也需要清潔或更換整流子。這些設備是將外部電源傳送到馬達內部必要的零組件。
碳刷一般是用碳或是石墨所製，有時會加入銅粉以增加導電性。在使用時，軟的碳刷材料會磨損，以符合整流子的半徑，而且會繼續磨損。碳刷架有彈簧，在碳刷變短時仍維持其壓力。若碳刷承載的電流超過一安培或二安培，會有飛線放在電刷中，並且和馬達端子連接。非常小功率的馬達會用金屬電刷架上的滑動接觸來傳導電刷上的電流，或是用接觸彈簧壓在電刷末端。若是非常小功率，短壽命的馬達（例如玩具中的馬達），會用與換向器接觸的折疊金屬帶來當作電刷。

## 直流無刷馬達
典型的直流無刷馬達會在轉子上放永久磁鐵，配置定子上的電磁鐵使轉子旋轉。馬達控制器會將直流電轉換為交流電。這種馬達在機械設計上比較簡單，不用考慮將外部電源傳遞到轉子的機構。馬達控制器可以用霍爾效應感測器或是類似元件感測轉子角度，來調整電流時序及相位，以達到力矩最大化、能量轉換、速度控制，甚至部份的剎車機能。也有些馬達控制器沒有位置感測器（sensorless），利用電流量測以及馬達的相關參數來推算轉子的轉速。無刷馬達的優點包括壽命長，幾乎不需要保養，以及其高效率。其缺點是初期成本高、馬達速度控制器複雜等。有些無刷馬達會稱為「同步馬達」，不過此「同步」的意思是轉子的轉速和定子上交流電對應的機械轉速相同（若是感應馬達，轉子轉速和定子上交流電對應的機械轉速之間會存在滑差），不是轉子轉速和交流電源對應的機械轉速同步。

## 無整流子的馬達
有些直流馬達不需要整流子。
- 單極馬達：單極馬達有一個沿著旋轉軸的磁場，以及一個在同一點，但和磁場不平行的電流。「單極」是指其中沒有極性的變化。單極馬達的線圈只允許一圈，因此其電壓很低，這也限制此馬達在實務上的應用。
- 滚珠轴承电动机：滚珠轴承电动机是一種特殊的馬達，其中包括二個滾珠軸承，軸承內圈接在共同的的導電襯套上，軸承外圈接在大電流的低壓電源上。另一種架構是外圈在金屬管內，內圈在一個不導電的軸上。滚珠轴承电动机的好處是軸會以類似飛輪的形式旋轉，滚珠轴承电动机需要外力輔助才能開始旋轉，旋轉方向會依照一開始時的旋轉方向而定。

## 永磁馬達
永磁馬達沒有定子的場繞組，是用永久磁鐵來產生磁場，和轉子的磁場交互動作來產生力矩。大馬達也可能有和電樞串聯的補償場繞組，以改善在有載時的換流。因為其磁場為定值，無法用來進行速度控制。永磁定子的馬達可以減少場繞組的熱能消耗，常用在馬達小型化上。大部份大型的直流馬達屬於有定子繞組的dynamo型。永磁馬達無法在拆解時維持其高磁通的狀態。若要有高磁通，場繞組會是比較實用的作法。不過大型的永磁馬達很貴，在組裝時較危險，難度也比較高，大馬達使用定子場繞組的還是比較多。
為了減少整體的體積以及重量，小型化的永磁馬達會用钕或是其他策略性材料，多半會使用釹鐵硼磁鐵。大功率的永磁馬達磁通密度較高，和完全最佳化設計的單饋同步馬達或感應馬達相比，至少有相近的競爭力。

## 繞線馬達

場線圈可以和直流馬達（或發電機）的電樞線圈並聯，串聯，或是複激。

繞線馬達依定子場線圈和轉子電樞線圈，可以依電路分為三類：串聯，並聯（或分激），以及混合串聯及並聯的複激，每一種都有其速度／轉矩曲線，適合不同的負載特性。

### 串激配線
串激馬達將電樞繞組以及場繞組串聯，串聯後接到直流電源上。其馬達轉速是負載力矩以及電流的非線性函數。電流會影響電樞電流以及場電流，因此會有平方的效果。串激馬達的啟動轉矩很高，適合用在高慣量負載的啟動，例如火車、電梯或是吊車等。這種速度／轉矩特性也適合用在拉鏟挖掘機的應用，該工具在無載時會快速移動，在有載時會緩慢移動。
串激馬達不能在無載條件下啟動。若串激馬達沒有負載，其電流很小，場繞組產生的反電動勢也會很小，因此電樞會加速，設法增加反電動勢以抵消電源。馬達最後會因為速度過快而損壞，稱為失控（runaway）狀況。
有一種稱為交流整流子電動機的串激馬達也可以用交流電驅動。因為電樞電流及場繞組電流會一起改變方向，所產生的力矩仍是同向不會改變。不過這種馬達用交流電運轉時，會轉的比較慢，因為交流電流過電感，會有电抗電壓降，直流電不會有此損耗。此速度和電源頻率無關，因此交流整流子電動機可以運轉的比同步轉速還快，相對於同功率的感應馬達而言，交流整流子電動機比較輕。因此適用於手持的工具。商用工频的交流整流子電動機一般是小功率的，不會超過1kw。不過軌道車輛會用大功率的交流整流子電動機，用特殊的牽引功率網路提供低頻電源，以避免重載或負載變化時換相的問題。

### 分激配線
分激（shunt）直流馬達會讓場繞組和電樞繞組並聯到相同的直流電壓源。這類馬達的速度控制效果很好，就算是負載變化時也是一樣，但沒有串聯式的啟動特性。直流馬達一般用在工業，可調速的應用，例如工具機、收卷機或放卷機、張力控制機等。

### 複激配線
複激連接的直流馬達，有和電樞繞組串聯的場繞組，也有和電樞繞組並聯的場繞組，以得到串激及並激直流馬達的特性。這類馬達用在同時需要高啟動轉矩以及良好速度控制特性的應用。這種馬達可以用二種組態置：cumulatively或differentially。Cumulative複激直流馬達會連接串聯場繞組以輔助並聯繞組，可以有較高的啟動轉矩，但速度控制效果較差。Differential複激直流馬達的速度控制效果很好，一般是在定速下運作。

## 和交流电动机的比較
直流电动机（DC Motor）的好处为在控速方面比较简单，只须控制电压大小即可控制转速，但此类电动机不宜在高温、易燃等环境下操作，許多直動电动机中需要以碳刷作为电流变换器（Commutator）的部件（直流有刷電動機），所以需要定期清理炭刷磨擦所产生的污物。无碳刷之直流电动机称为直流無刷電動機，相对于有刷，无刷电动机因为少了碳刷与轴的摩擦因此较省电也比较安静。制作难度较高、价格也较高。
交流电动机（AC Motor）则可以在高温、易燃等环境下操作，而且不用定期清理碳刷的污物，但在控速上比较困难，因为控制交流电动机转速需要控制交流电的频率（或使用感应电动机，用增加内部阻力的方式，在相同交流电的频率下降低电动机转速），控制其电压只会影响电动机的扭力。一般工业用交流电动机之电压有 AC 110V (125V) 和AC 220V两种。